# 3-Hidroksifenazepam
3-Hidroksifenazepam je benzodiazepin sa hipnotičkim, sedativnim, anksiolitičkim, i antikonvulsantnim svojstvima. On je aktivni metabolit fenazepama, kao i aktivni metabolit benzodiazepinskog proleka cinazepama. Slično fenazepamu, 3-hidroksifenazepam ima neznatna miorelaksantna svojstva, ali je približno ekvivalentan po većini drugih svojstava. Poput drugh benzodiazepina, 3-hidroksifenazepam se ponaša kao pozitivni alosterni modulator benzodiazepinskog mesta GABAA receptora sa EC50 vrednošću od 10.3 nM. Ovaj materijal je bio prodavan onlajn kao dizajnirana droga.